# Битва на реке Вороньей
Битва на реке Вороньей — сражение 12 июня 1607 года в ходе восстания Болотникова. Сведения о сражении содержатся в «Карамзинском хронографе».
Передовая рать войска царя Василия Шуйского, накануне разгромившего крупное войско повстанцев в битве на Восьме, подошла к Туле, где обосновался Болотников. Предводитель восстания решил использовать речку Воронью (ныне река Воронка) в семи вёрстах к юго-западу от Тулы как естественный оборонительный рубеж и дать на ней новое сражение. Выбор был связан с наличием здесь укреплений Тульской засеки.
Царское войско состояло из Каширского и Рязанского полков под началом воеводы Андрея Голицына, а также трёх полков во главе с молодым воеводой Михаилом Скопиным-Шуйским. Войско Болотникова расположилось вдоль всего нижнего течения Вороньей — от самого устья до Малиновой засеки, стремясь запереть все западные подходы к Туле к югу от Упы.
Несмотря на численный перевес противника болотниковцам удавалось умело оборонять свои позиции и наносить штурмующим царским ратникам серьёзный урон. Однако на третий день московским полкам помог дождь. Берег речки стал топким и воины Болотникова «не возмогоша стати» на ранее выбранных ими местах. Произведя ряд отвлекающих атак, Скопин-Шуйский нанёс главный удар по крайней фланговой позиции повстанцев у Малиновой засеки. Прорвав оборону болотниковцев, дворянская конница создала угрозу окружения повстанческой армии. Болотниковцы бросились спасаться бегством в Тулу, неся потери от преследующих их царских ратников. Попытка последних ворваться в Тулу на плечах отступавших потерпела неудачу. Началась четырёхмесячная осада Тулы. 30 июня под Тулу прибыл сам Василий Шуйский со всем своим двором и войском.
Опыт битвы на реке Вороньей повлиял на Скопина-Шуйского, который впоследствии широко использовал деревянные укрепления-острожки против панцирной польской конницы.